# Killala
Killala (gaelico irlandese: Cill Ala) è un piccolo centro del Mayo, nella Repubblica d'Irlanda.
È situato sulla parte occidentale della foce del fiume Moy, poco più a nord di Ballina, e a ridosso della omonima baia (Killala bay). All'interno di Killala di notevole interesse è la Round Tower (torre circolare) con tetto a spiovente situata vicino alla cattedrale.
La baia vicina e le zone circostanti ospitano molte razze di uccelli che attirano molti naturalisti.
Killala è probabilmente la città più permeata di vicende storiche all'interno della propria contea: oltre alla torre circolare, testimonianza del mondo medioevale, è stata anche scenario di un episodio storico importante: qui infatti sbarcò, il 22 agosto 1798 il generale francese Humbert prima di arrivare a Castlebar dove avrebbe affrontato, alleato con ribelli irlandesi, le truppe britanniche.
Nel 1998 ha celebrato il bicentenario dell'evento con il gemellaggio con Chaveau, una cittadina francese.